# Paramiopsalis eduardoi
Espèce
Paramiopsalis eduardoi est une espèce d'opilions cyphophthalmes de la famille des Sironidae.

## Distribution
Cette espèce est endémique de Galice en Espagne. Elle se rencontre dans le parc naturel de Fragas do Eume.

## Étymologie
Cette espèce est nommée en l'honneur d'Eduardo Mateos Frías.

## Publication originale
- Murienne & Giribet, 2009 : « The Iberian Peninsula: ancient history of a hot spot of mite harvestmen (Arachnida: Opiliones: Cyphophthalmi: Sironidae) diversity. » Zoological Journal of the Linnean Society, vol. 156, no 4, p. 785–800.